# جيريمي وليامز (لاعب كريكت)
جيريمي وليامز (19 يناير 1979 - ) (بالإنجليزية: Jeremy Williams)‏ هو لاعب كريكت بريطاني.